# Wieke Dijkstra
Pour les articles homonymes, voir Dijkstra.
Wieke Dijkstra (née le 19 juin 1984 à Amsterdam) est une joueuse de hockey sur gazon néerlandaise, sélectionnée en équipe des Pays-Bas de hockey sur gazon féminin à 123 reprises. 
Elle est sacrée championne olympique en 2008. Elle est aussi championne du monde en 2006, vice-championne du monde en 2010 et vice-championne d'Europe en 2007.